# Ronchi dei Legionari
Ronchi dei Legionari (anciennement Ronchi di Monfalcone) est une commune italienne de la province de Gorizia dans la région Frioul-Vénétie Julienne en Italie.
Ronchi dei Legionari (Bisiacco : Ronchi ; Frioulan : Roncjis, Slovène : Ronke, Allemand : Ronkis) est une comune (municipalité) dans l'entité de décentralisation régionale de Gorizia dans le Frioul-Vénétie Julienne, au nord-est de l'Italie, à environ 14 km au sud-ouest de Gorizia et 30 km au nord-ouest de Trieste. C'est l'emplacement de l'aéroport de Trieste – Frioul Vénétie Julienne, le principal aéroport commercial desservant la région.
La comune s'appelait Ronchi di Monfalcone jusqu'en 1925. Elle doit son nom actuel aux Légionnaires de Gabriele D'Annunzio, qui sont partis de la ville le 12 septembre 1919 (la soi-disant Marche de Ronchi), pour lancer l'Entreprise de Fiume.
Selon le recensement italien de 1971, 4 % de la population était d'ethnie slovène, tandis que selon le recensement autrichien de 1910, seulement 1 % de la population était slovène.
Le climat de la ville est de type subcontinental, avec des hivers froids mais non rigoureux (la température moyenne en janvier est de 3,5 °C) et des étés qui ne sont pas excessivement chauds, tempérés par la proximité de la mer (la température moyenne est d'environ 23,5 °C en juillet). La température annuelle moyenne est juste en dessous de 14 °C. La station météorologique de Ronchi dei Legionari est située dans la zone municipale, officiellement reconnue par l'Organisation météorologique mondiale.
Le siège social exécutif d'Air Dolomiti était auparavant à Ronchi dei Legionari, tandis que le siège social enregistré de la compagnie aérienne était à Dossobuono, Villafranca di Verona.

## Géographie
Ronchi dei Legionari est située à environ 30 kilomètres au nord-ouest de Trieste et 14 kilomètres au sud-ouest de Gorizia.

### Communes limitrophes
Ronchi dei Legionari est limitrophe des communes de Doberdò del Lago, Fogliano Redipuglia, Monfalcone, San Canzian d'Isonzo, San Pier d'Isonzo et Staranzano.

### Hameaux
Les frazione de la commune sont Cave di Selz, San Vito, Soleschiano et Vermegliano.

## Économie

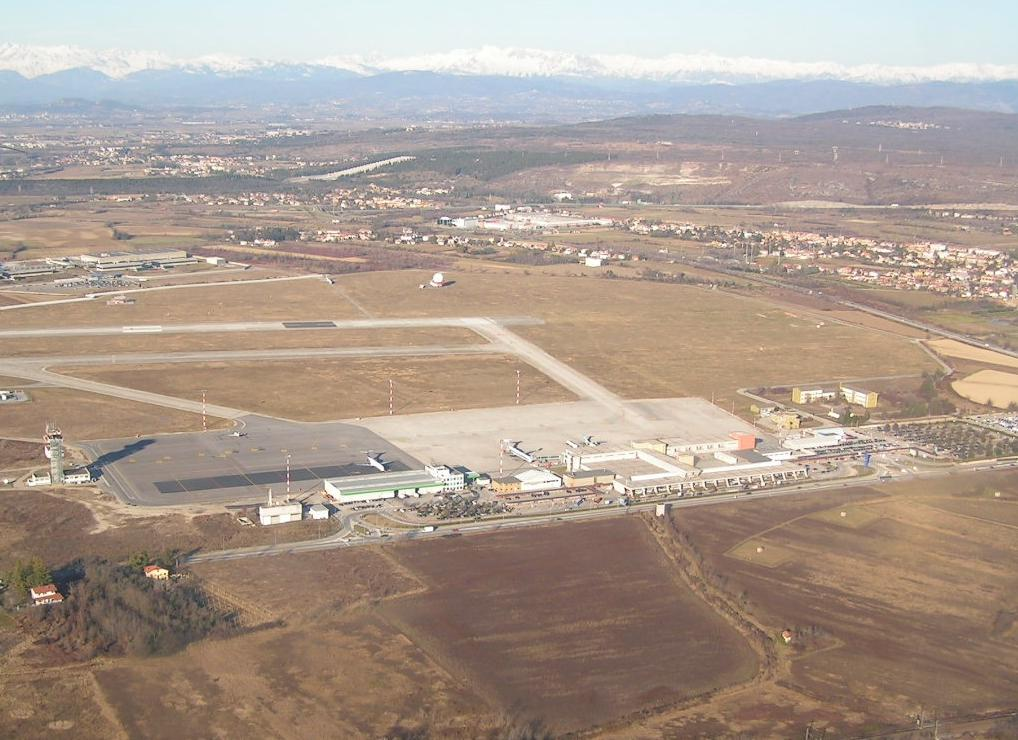
Vue de l'aéroport de Trieste-Ronchi dei Legionari.

Le territoire de la commune de Ronchi dei Legionari accueille l'aéroport régional de Trieste-Frioul-Vénétie Julienne (officiellement aeorporto di Trieste-Ronchi dei Legionari). De ce fait, la compagnie aérienne Air Dolomiti a installé ses bâtiments de direction dans la ville bien que son siège social soit administrativement à Villafranca di Verona.

## Administration
| Période                                  | Période | Identité         | Étiquette | Qualité |
| ---------------------------------------- | ------- | ---------------- | --------- | ------- |
| 17 mai 2011                              | 2016    | Roberto Fontanot |           |         |
| Les données manquantes sont à compléter. |         |                  |           |         |

### Jumelages
- Wagna (Autriche)
- Metlika (Slovénie)

## Personnalités liées à la ville
- Leonardo Brumati (1774-1855), abbé et naturaliste italien né à Ronchi.